# Gabriele D'Annunzio
Pour les articles homonymes, voir Annunzio.

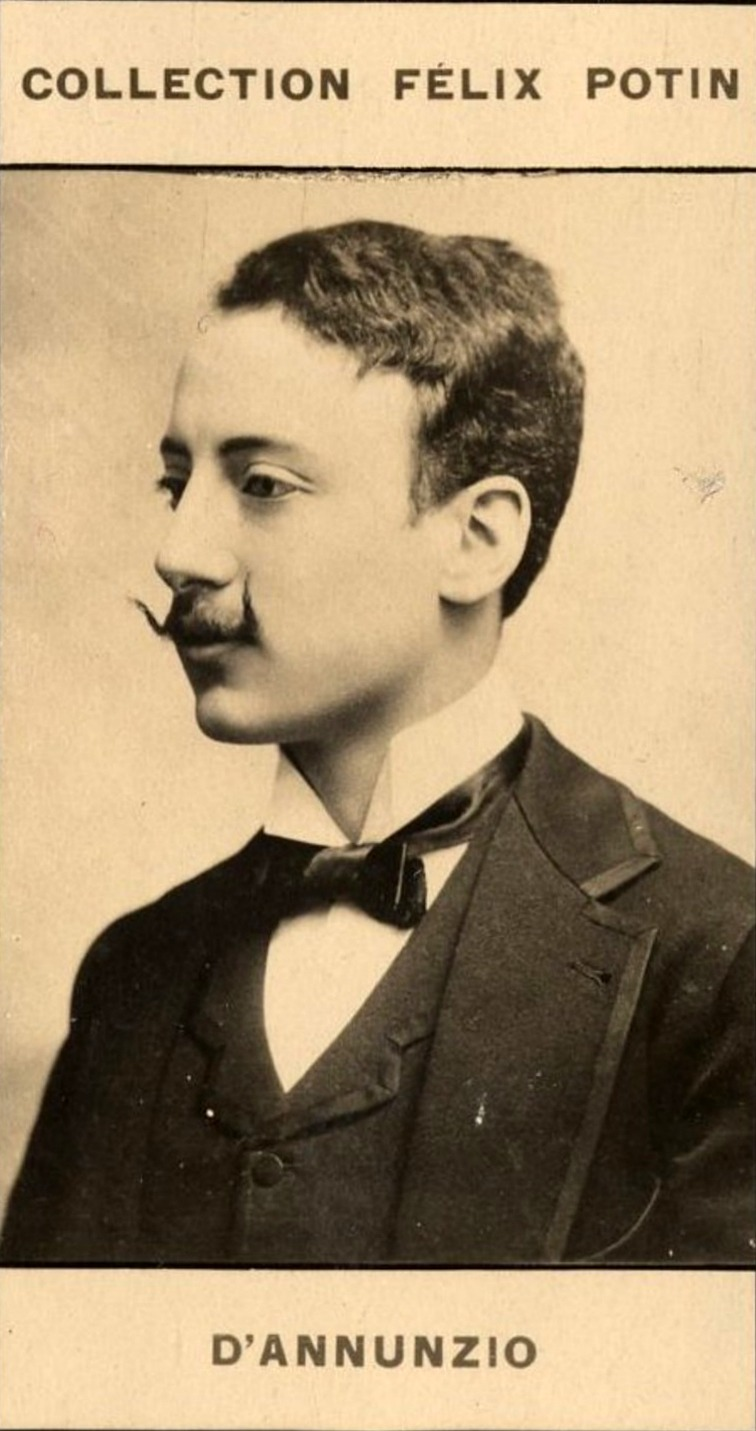

Gabriele D'Annunzio ou d'Annunzio , prince de Montenevoso, est un écrivain italien, né à Pescara le 12 mars 1863 et mort à Gardone Riviera le 1er mars 1938.
Héros de la Première Guerre mondiale et fervent nationaliste, il soutient le fascisme à ses débuts et s'en éloigne par la suite. Principal représentant du décadentisme italien, il est notoire pour deux de ses sept romans, L'Enfant de volupté (1889) et Les Vierges aux rochers (1899).
Son art fut déterminant pour la culture de masse qu'il influença les us et coutumes en Italie – et pas seulement – de son époque : une période qui sera plus tard définie, précisément, comme le D'Annunzioisme.

## Biographie

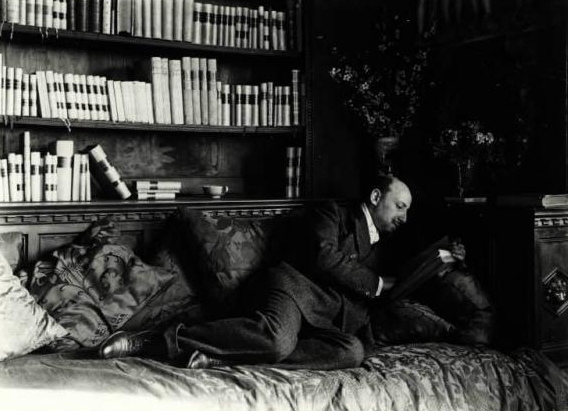
Portrait de D'Annunzio par Mario Nunes Vais.

Son père, Francesco Paolo Rapagnetta, est un riche propriétaire terrien, un temps maire de Pescara ; il fait ajouter « D'Annunzio » à son nom en 1851 à la suite de son adoption par sa tante (sœur de sa mère), qui en deuxièmes noces se marie avec Antonio D'Annunzio. À la naissance de son fils Gabriele, celui-ci est inscrit sur le registre de l'état civil sous le seul nom de « D'Annunzio ».

### Un écrivain populaire

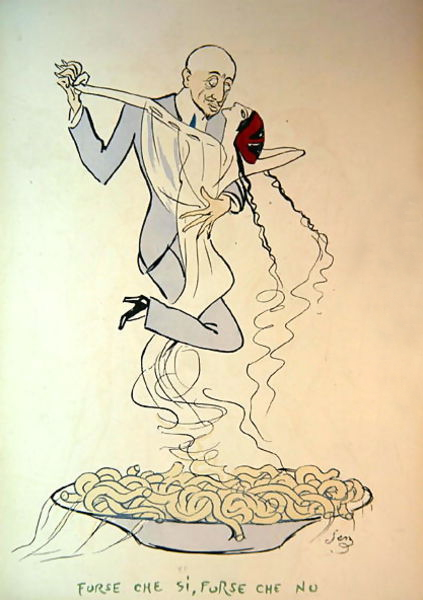
Caricature de Sem.

Gabriele est élève au lycée Cicognini, à Prato, en Toscane. À l'âge de seize ans, il publie son premier recueil poétique, intitulé Primo Vere (1879) ; il est influencé par les Odi barbare de Giosuè Carducci, mais aussi par le poète Lorenzo Stecchetti, alors à la mode pour son ouvrage Postuma.
En 1881, il entre à l'université de Rome « La Sapienza », où il fréquente différents cercles littéraires, dont celui de la revue Cronaca Bizantina, et écrit des articles de critique littéraire pour la presse locale.
Il publie Canto Nuovo (1882), Terra Vergine (1882), L'Intermezzo di Rime (1883), Il Libro delle Vergini (1884) et la plupart des nouvelles, ensuite recueillies sous le titre San Pantaleone (1886). La critique littéraire voit très vite en lui un enfant prodige. Son premier roman, Il Piacere (Le Plaisir traduit en français sous le titre de L'Enfant de volupté), paru en 1889, est suivi en 1891 par L'Innocente (traduit en français sous le titre L'Intrus, puis L'Innocent) et Giovanni Episcopo en 1892.
Ces trois romans font une forte impression sur le public. L'Innocente, traduit en français par Georges Hérelle, est encensé par les critiques littéraires étrangers.
En 1882, il publie un recueil de poèmes intitulé Elegie romane qui est une réponse aux Élégies romaines de Goethe, une œuvre qui raconte le voyage de l'auteur allemand en Italie (1786 - 1788). Elles sont traduites en latin par le médiéviste Annibale Tenneroni, son ami de quarante ans que d’Annunzio appelait son « frère candide ».
Il épouse en 1883 Maria Hardouin di Gallese (1864-1954) qui lui donne trois fils. Antonio de La Gandara fit d'elle un portrait remarquable, image fidèle de la beauté du modèle. D'Annunzio et Maria Hardouin divorcent en 1891. D'Annunzio commence trois ans plus tard une liaison tumultueuse avec l'actrice Eleonora Duse, qu'il fait jouer dans ses pièces, notamment La Città morta (La Ville morte, 1898) et Francesca da Rimini (1901) ; ils rompent en 1910. En 1897, D'Annunzio est élu à la Chambre des députés pour un mandat de trois ans. Il y siège parmi les indépendants.
Au tournant du siècle, il publie des poèmes dont l'importance — avec ceux de Pascoli — sera déterminante pour la nouvelle poésie italienne du XXe siècle (en particulier : Alcyone, dont J.-Ch. Vegliante a procuré quelques traductions en français).
Le 3 mars 1901, il inaugure avec Ettore Ferrari, grand maître de la franc-maçonnerie italienne du Grand Orient d'Italie, l'Université populaire de Milan, où il donnera par la suite plusieurs conférences culturelles. L'amitié avec Ferrari l'a rapproché de la franc-maçonnerie, où il a atteint le 33e degré du Rite écossais ancien et accepté. À partir de 1920 D'Annunzio figure comme membre de la loge Italia-XXX ottobre, de la Grande Loge d'Italie, appelée de « Piazza del Gesù » qui, en 1908, avait fait scission du Grand Orient d'Italie.
En 1908, lors d'un voyage en Italie, Victor Goloubew et sa femme Natalia Cross sont présentés à Gabriele D'Annunzio. Le 18 septembre, cette dernière s'offre à D'Annunzio, qui accepte, mais n'apprécie pas son don pathétique ainsi qu'il le conte dans son journal intime qui deviendra « Solus ad Solam ». Elle quittera pourtant son mari fin 1908, à la demande du poète, finalement conquis, pour une liaison qui durera jusqu’en 1916.
D'Annunzio, dans la nuit du 2 au 3 février 1909, achève les cinq actes de sa Fedra (Phèdre), composée pour Natalia. Elle en commence immédiatement la traduction.
En 1910, il fuit en France, à Arcachon, pour échapper à ses créanciers. Il y collabore avec Claude Debussy et Léon Bakst pour Le Martyre de saint Sébastien (1911), écrit pour Ida Rubinstein et chorégraphié par Michel Fokine. L'œuvre s'attire les foudres de l'archevêque de Paris, Léon Adolphe Amette, qui menaça d'excommunication tout catholique qui assisterait au spectacle.
Nonobstant l'ire de l'archevêque, en reconnaissance de sa francophilie, le gouvernement français honore les dettes de D’Annunzio.
D'Annunzio écrit en 1912 le roman Leda senza Cigno, dont l’héroïne est à nouveau inspirée de Natalia Cross.
Le 3 août 1914, il est à Chantilly, grisé par un goût de sang et de mort à l'idée de la campagne prochaine. Il ne songe pas une minute à quitter la France menacée mais, en nationaliste exalté, rêve surtout à la gloire de sa patrie.

« Été voir, hier, Gabriele d'Annunzio chez lui 44, avenue Kléber. Il occupe au quatrième un appartement dont j'ai vu le petit salon. Il en a dissimulé la laideur, selon lui, avec des paravents, des tringles, des étoffes ton d'or, etc. C'est assez encombré. Par terre, des coupes où des fleurs baignent, sur la cheminée un Bouddha (…) des plumes de paon qui porteraient malheur si elles n'atteignaient pas le nombre de 999. Ce chiffre conjure tout, m'a dit le romancier-poète (…) Je suis toujours en état de « ferveur », m'a-t-il dit ensuite. De là l'affection qu'il a inspirée à de jeunes prêtres. Il m'a parlé aussi de la candeur inviolable qui est en lui. Il a eu des ennemis, il a subi beaucoup d'attaques. Il est « impuissant à haïr ». Il ne faut pas juger les autres. Il m'a montré des vases qu'il fait car il est verrier, lui-même. Il a un atelier rue de Suffren. Être merveilleux que ce petit homme au front dégarni, à la parole étrangère et chantante. »

— Abbé Arthur Mugnier, Journal, 13 octobre 1914
D'Annunzio publie quatre sonnets d'amour pour la France dans Le Figaro en 1915, reprenant dans l'un d'eux un vers de Victor Hugo : « France, France, sans toi le monde serait seul ». Il rejoint l'Italie début mai 1915 et arrache par ses éclatants discours historiques l’entrée en guerre de son pays.
D'Annunzio entretient des relations nombreuses avec le monde intellectuel et mondain français. Il est ainsi l'ami de la comtesse Martine de Béhague qui le reçoit dans son palais de la rue Saint-Dominique et sa propriété La Polynésie à Hyères.

## Un engagement politique

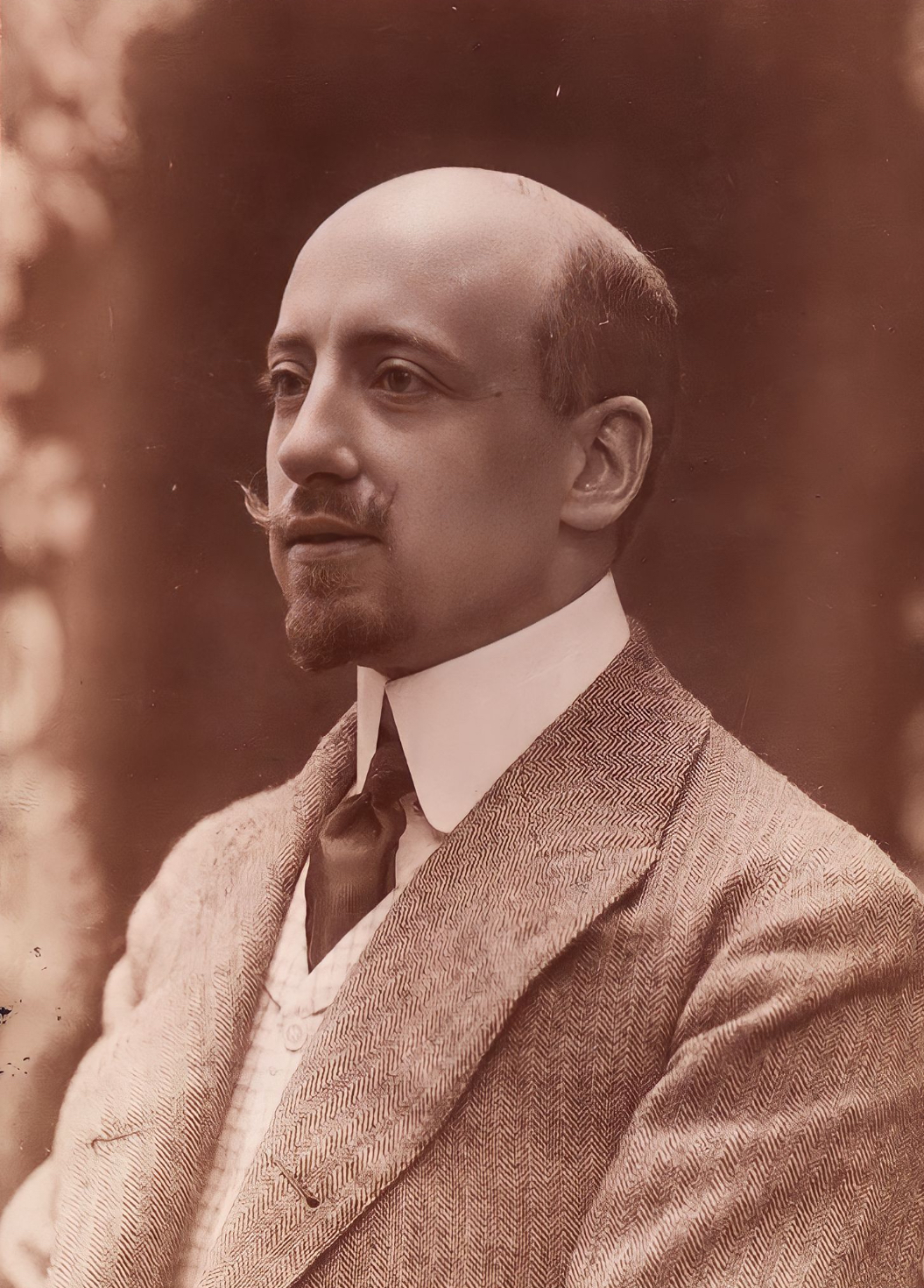
Portrait de D'Annunzio.

Peu après le déclenchement de la Première Guerre mondiale, il retourne en Italie, et fait de nombreux discours publics en faveur de l'entrée en guerre de l'Italie dans le camp allié. D'Annunzio s'engage volontairement dans l'aviation, et perd l'usage d'un œil dans un accident de vol.
En février 1918, il prend part à un raid sur le port austro-hongrois de Bakar (aujourd'hui en Croatie) pour rehausser le moral des Italiens, au plus bas après le désastre de Caporetto.
À bord d'une MAS (acronyme de Motoscafo Armato Silurante, vedette lance-torpilles ultra rapide produite par le chantier vénitien de la Società Veneziana Automobili Navali — la SVAN), commandée par Costanzo Ciano, il pénètre, de nuit, dans le port militaire austro-hongrois de Bakar (Buccari en italien). Les torpilles, mal réglées, explosent dans le quai sans causer de dégâts militairement significatifs, mais le génie propagandiste de D'Annunzio sait exploiter médiatiquement cette incursion audacieuse, qu'il baptise La beffa di Buccari (Le camouflet de Bakar).
D'Annunzio conserve la MAS 96 qui servit au raid et l'utilise comme yacht personnel (avec tout l'équipement militaire resté à bord, torpilles comprises) sur le lac de Garde ; elle est exposée dans sa maison-musée du Vittoriale degli italiani.

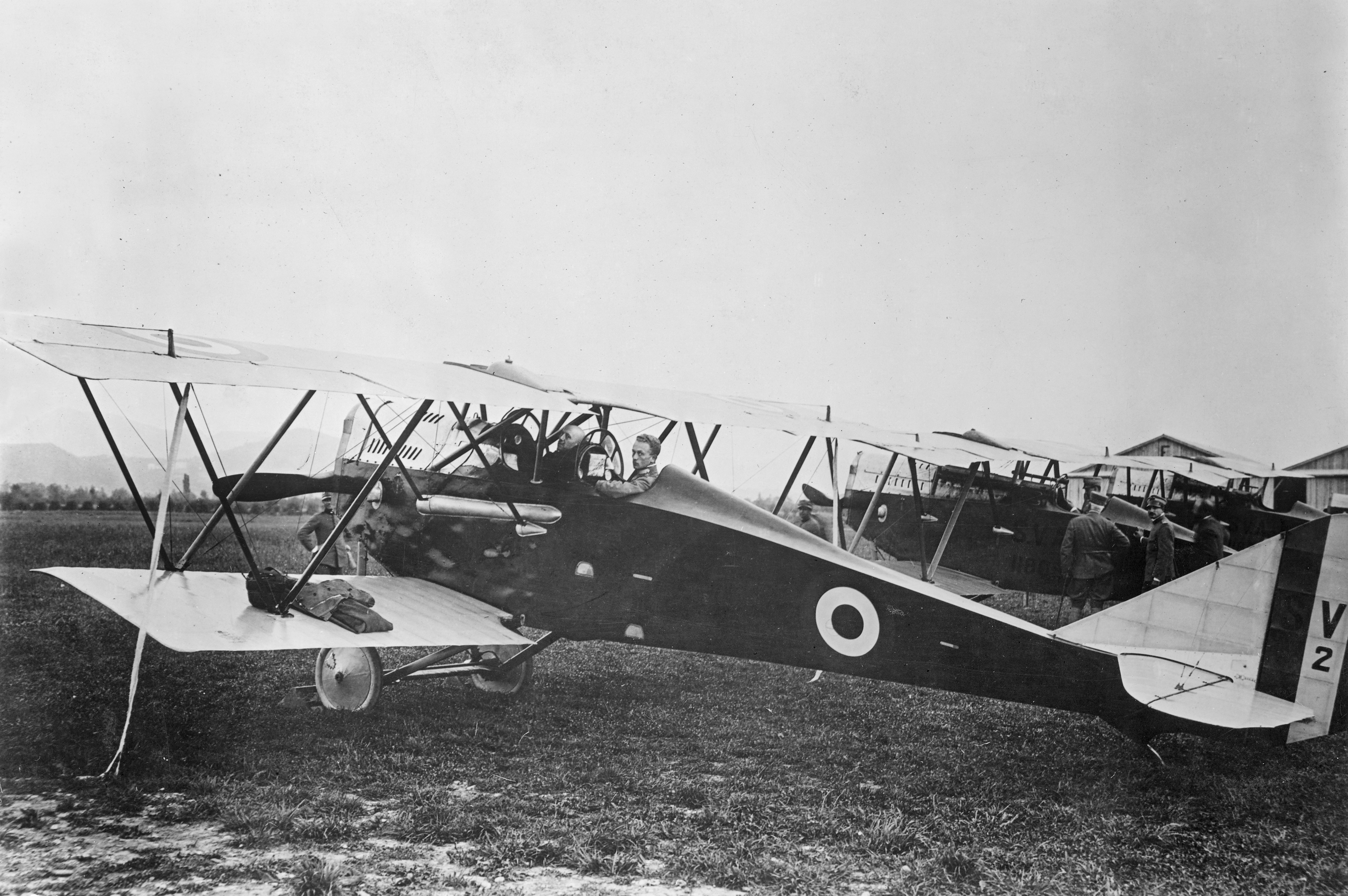
Gabriele D'Annunzio sur le siège avant d'un Ansaldo SVA-9 avant le vol.

Le 9 août 1918, à la tête de la 87e escadrille de chasse, il effectue un vol de plus de mille kilomètres avec son compagnon de vol Aldo Finzi pour larguer au-dessus de Vienne des tracts bilingues rédigés par l'écrivain Ugo Ojetti incitant les Autrichiens à demander l'armistice :

« Viennois !
Apprenez à connaître les Italiens. Nous volons au-dessus de Vienne, nous pourrions larguer des tonnes de bombes. Nous ne vous lançons qu'un salut tricolore : les trois couleurs de la liberté. Nous autres Italiens ne faisons pas la guerre aux enfants, aux vieillards et aux femmes. Nous faisons la guerre à votre gouvernement, ennemi de la liberté des nations, à votre gouvernement aveugle, obstiné et cruel, qui ne parvient à vous donner ni la paix, ni le pain, et vous nourrit de haine et d'illusions. Viennois ! Vous êtes réputés intelligents. Mais pourquoi donc avez-vous revêtu l'uniforme prussien ? Vous le voyez, désormais tout le monde est contre vous. Vous voulez continuer la guerre ? Continuez-la, c'est votre suicide. Qu'en attendez-vous ? La victoire décisive que promettent les généraux prussiens ? Leur victoire décisive, c'est comme le pain en Ukraine : on meurt en l'attendant. »

Foule de Fiume acclamant D'Annunzio et les participants à la marche sur la ville (Marcia di Ronchi, 1919).

De façon caractéristique[pas clair], l'état-major italien avait approuvé et planifié le vol, mais rejeté le texte du tract écrit par D'Annunzio, un long poème jugé trop complexe et intraduisible en allemand ; finalement, seul l'avion de D'Annunzio emporta et largua quelques milliers d'exemplaires de ce texte.

### L'Entreprise de Fiume (1919-1921)
La Première Guerre mondiale renforce les idées nationalistes et irrédentistes de Gabriele D'Annunzio, et il fait ouvertement campagne pour que l'Italie devienne une puissance européenne de premier plan. Aventurier, il s'empare notamment de la ville de Rijeka (Fiume en italien) qu'il offre à l'État italien.
Il occupe la ville à partir du 12 septembre 1919. Vexé du refus de Rome, il y fonde la Régence italienne du Carnaro en 1920 avec son camarade syndicaliste révolutionnaire Alceste De Ambris. « Les troupes alliées quittent la ville en catimini et D'Annunzio, du haut du balcon municipal, s'adresse à la foule en discourant une à deux fois par jour. Il se proclame porte-drapeau de la nouvelle croisade anti-impérialiste et lance depuis son balcon un cri de révolte à tous les peuples opprimés par l'impérialisme anglo-saxon ».
Il y fonde la Ligue de Fiume qui se voulait l'avant-garde d'une « croisade de tous les hommes pauvres et libres contre les nations usurpatrices et accumulatrices de toutes les richesses ». Dans le même temps, il tient un discours avec des accents antioccidentaux (au sens géopolitique, D'Annunzio était opposé aux anglo-saxons qui étaient les "leaders" au sein des démocraties occidentales) appelant à « tourner le dos à l'Occident », condamnant durement l'Occident « corrompu » avec les mots suivants :

« Libérons-nous de l'Occident qui ne nous aime pas et ne veut pas de nous. Tournons le dos à l’Occident qui devient chaque jour plus stérilisé, infecté et déshonoré par des injustices tenaces et une servitude tenace. Séparons-nous de l'Occident dégénéré qui, oubliant qu'il contenait dans son nom "la splendeur de l'esprit inaltérable", est devenu une immense banque au service de l' impitoyable ploutocratie transatlantique. »

Aux neuf corporations originelles, il en ajouta une dixième, constituée par les « uomini novissimi ». Les articles 503 et 504 décrivent la figure d'un « Commandeur » (D'Annunzio lui-même), élu au suffrage universel, sorte de dictateur romain , actif en temps de guerre, qui détient « le pouvoir suprême sans appel » et « se compose de tous les pouvoirs politiques et militaires, législatifs et exécutifs. Les participants au pouvoir exécutif assument les fonctions de secrétaires et de commissaires sous son autorité. »
À partir de 1919, il soutint Benito Mussolini. Il mena une expédition nationaliste qui s'empara de la ville portuaire croate de Rijeka le 12 septembre 1919. Les Italiens, comme les Hongrois, baptisèrent ce port Fiume. S'étant donné le titre de « commandante » (qui renvoie à la position de « commandant » des commandos partisans boers ), Gabriele d'Annunzio devint le dictateur de facto de la République de Fiume (jusqu'en décembre 1920). L'objectif du commandant d'Annunzio était de transformer la multinationale Rijeka en « Terra orientale già Italiana » (« Les terres orientales sont déjà italiennes »). Pendant l'occupation de Rijeka, de nombreux éléments du style politique qui seront plus tard adopté par l'Italie fasciste furent mis à l'épreuve : défilés de masse en chemises noires, chants de guerre, salut romain antique de la main levée et dialogues émotionnels de la foule avec le chef.
Le 27 août 1920, à Fiume, Gabriele D'Annunzio donne une constitution révolutionnaire à la régence. Le texte a été rédigé par le poète lui-même, en compagnie du syndicaliste révolutionnaire Alceste De Ambris. On peut y lire la « reconnaissance et la souveraineté de tous les citoyens, sans distinction de sexe, de race, de langue, de classe ou de religion ; une égalité absolue des sexes devant la loi, l'éligibilité des femmes à toutes les fonctions privées ou publiques, la représentation proportionnelle, les allocations en cas de maladie, de chômage ou d'accident du travail, la retraite à toute personne âgée, le salaire minimum garanti, la création de juge de travail ». D'autres soutiennent l'expérience n'avait pas seulement des connotations nationalistes, mais aussi des connotations et libertaires claires, et que le poète n'avait pas l'intention de former un gouvernement personnel, mais seulement un gouvernement d'urgence avec la possibilité d'expérimenter différentes idées, agrégées dans un seul programme politique grâce à son charisme.
Gabriele D'Annunzio estime que « l'artiste est celui qui sait inventer sa propre vertu, pour offrir à ses frères un don nouveau ».
L'État libre de Fiume est brièvement reconnu au traité de Rapallo (1920), puis D'Annunzio déclare la guerre à l'Italie, avant que la ville ne doive se rendre en décembre 1920, après un bombardement de la marine italienne. Proche du duc d'Aoste, qui était à cette époque « la référence pour ceux qui préconis[aient] une solution autoritaire et militaire à la crise que travers[ait] le régime », D'Annunzio méprisait le roi Victor-Emmanuel III. En 1926, il déclare au journaliste Jacques Benoist-Méchin que son but était « d'obliger le "nabot pusillanime" à se démettre en faveur du duc ».
En 1921, il est élu « membre étranger littéraire » de l'Académie royale de langue et de littérature françaises de Belgique, et le restera jusqu'à sa mort, bien qu'il n'y ait jamais siégé.
Après l'affaire de Fiume, il se retire dans sa maison du lac de Garde. Dans la nuit du 13 au 14 août 1922, il fait une chute par une fenêtre. Mussolini prend le pouvoir peu de temps après. D'Annunzio lui-même garde le silence sur les circonstances exactes de sa chute.

### Proximité avec le fascisme
Les rapports de D'Annunzio avec Mussolini sont pour le moins complexes. Le fascisme emprunte beaucoup du décorum paramilitaire créé par D'Annunzio lors de l'expédition de Fiume (chemises noires, cri de ralliement, salut romain, culte de l'héroïsme, etc.).

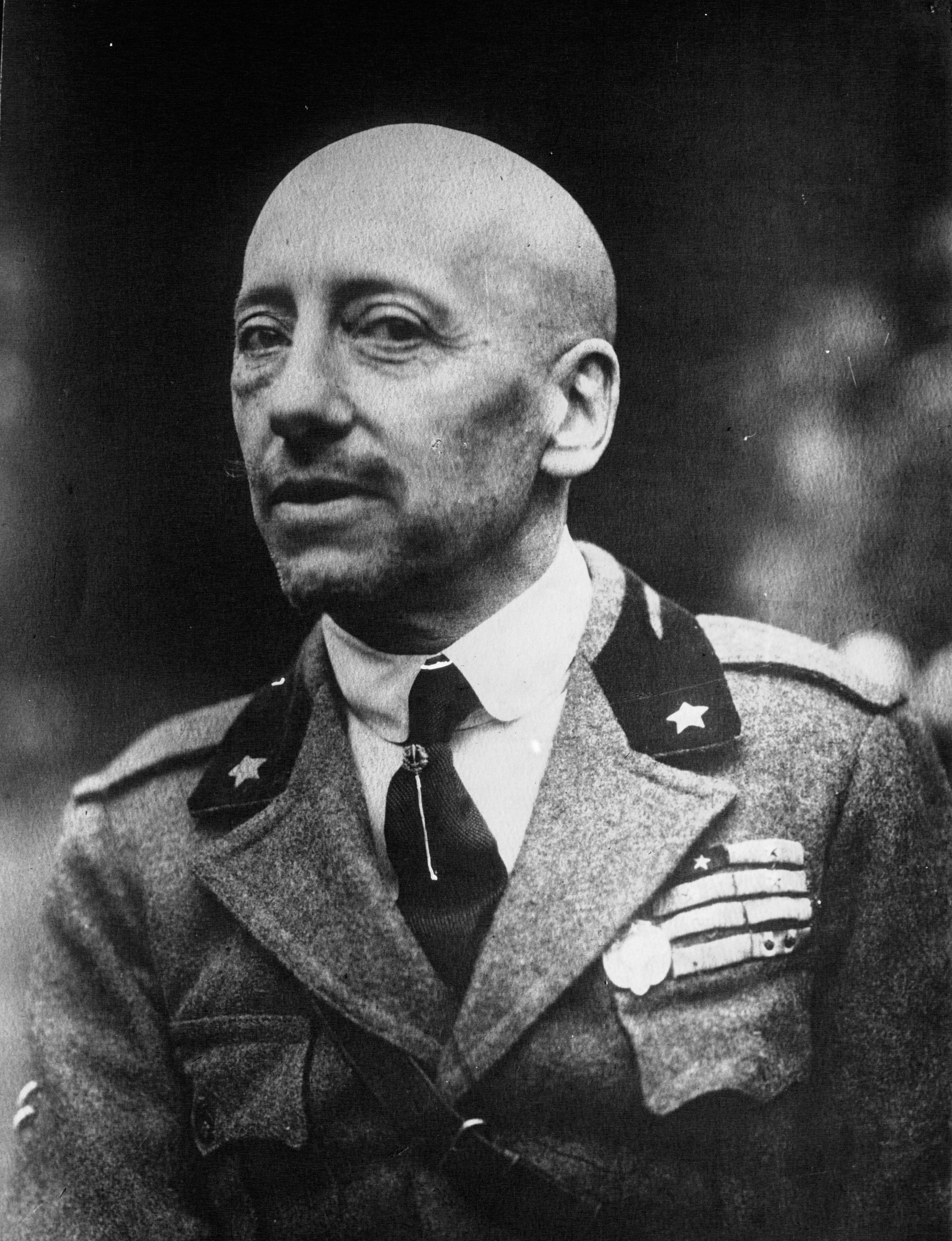
D'Annunzio en 1922.

Quoiqu'il ait une influence notable sur l'idéologie mussolinienne, il ne s'implique jamais directement dans le gouvernement fasciste au pouvoir à partir de 1923.
Mussolini, craignant que la popularité et l'indiscutable talent de propagandiste de D'Annunzio ne lui fassent de l'ombre, le pousse à se retirer dans la magnifique villa de Gardone Riviera qui est achetée par l'État italien fasciste pour en faire un « monument aux victoires italiennes » (Vittoriale degli italiani). L'écrivain est endetté et le Duce accepte de financer le domaine, à condition qu'il soit légué à l'Italie.
D'Annunzio accueillit toutefois favorablement les actions militaires du fascisme italien et glorifia ses conquêtes coloniales (recueils d'articles et de discours « Je te soutiens, Afrique », 1936), bien qu'en 1921-1922 il tenta de créer son propre centre de pouvoir politique, rivalisant avec celui du fascisme. En 1924, il reçut du roi Victor-Emmanuel III le titre héréditaire de prince de Monteneveso (en italien:  Principe di Montenevoso) et, en 1937, il dirigea l'Académie royale des sciences.
Un budget très généreux est alloué par Mussolini à D'Annunzio pour les transformations de la propriété. Mussolini lui-même expliqua : « Quand vous avez une dent pourrie qui vous fait mal, vous pouvez soit la faire arracher, soit la remplir d'or… dans le cas de D'Annunzio, j'ai choisi la deuxième solution ».
D'Annunzio n'a par ailleurs pas beaucoup d'estime pour les fascistes, les qualifiant de « carne agglomerata » (« agglomérat de viande »), refuse la proposition d'être candidat sur les listes du parti et ne renouvelle finalement pas sa carte des Faisceaux. Alors que le secrétaire du parti Michele Bianchi lui envoie une lettre qu'il conclut par « Vive le fascisme ! », Gabriele D'Annunzio y répond par : « Je n'ai eu, et je n'ai, je n'aurai jamais à prononcer qu'un cri : Vive l'Italie ! ».

## Les dernières années
Après l'échec de l'expédition de Fiume, D'Annunzio se consacre, outre l'édification du Vittoriale, qu'il meuble et décore luxueusement, à la promotion publicitaire de la Riviera des lacs, notamment à travers le sport motonautique.
Passionné (à l'instar de Marinetti et des futuristes) de vitesse et de sports mécaniques, et notamment de vitesse sur l'eau depuis l'expédition de Buccari, qui utilisait des bateaux à la pointe du progrès technique, équipés de très puissants moteurs Isotta Fraschini, D'Annunzio s'associe en 1927 avec Attilio Bisio (ingénieur naval, constructeur des vedettes MAS) pour une tentative de record de vitesse à bord du racer Spalato (nom italien de la ville de Split en Croatie) qui sera couronnée de succès (127 km/h) mais vite dépassée par les surpuissants engins américains du célèbre pilote-constructeur Gar Wood ou les bolides britanniques à moteur Rolls Royce de sir Henry Seagrave.
En 1931, il crée la Coppa dell oltranza (Coupe de l'Outrance), une épreuve motonautique disputée à Gardone Riviera, face au Vittoriale qui attirera les foules et les célébrités, la première édition sera remportée par l'anglais Kaye Don, sur le Miss England II, un racer à bord duquel Henry Seagrave s'était tué l'année précédente en remportant le record mondial de vitesse. D'Annunzio, adepte d'un syncrétisme religieux très personnel, fera figurer le volant tordu du Miss England II, au titre de « relique de la religion du courage » au milieu de dizaines d'artefacts de toutes les religions planétaires dans une salle du Vittoriale.
Il est fait « prince de Montenevoso » en 1924, et nommé président de l'Académie royale italienne en 1937.
Fondamentalement antinazi et détestant Adolf Hitler, il s'oppose au rapprochement de l'Italie avec l'Allemagne nazie. Dans une lettre à Mussolini datée du 9 octobre 1933, il s'oppose au rapprochement italo-allemand. Le 12 juillet 1934, D'Annunzio essaye de troubler les relations entre Hitler et Mussolini après leur rencontre à Venise, allant jusqu'à publier un pamphlet satirique contre Hitler.
Après que Mussolini a déclaré en août 1934 que « Hitler est un affreux dégénéré sexuel et un fou dangereux », que l'Allemagne nazie « représente la barbarie sauvage » et que « ce serait la fin de notre civilisation européenne si ce pays d'assassins et de pédérastes devait submerger le continent », Gabriele D'Annunzio écrit à Mussolini : « Je sais que tes hésitations cèdent la place à ta sagacité virile, et que tu as si bien su repousser ce félon d'Hitler, à l'ignoble face ternie sous les taches indélébiles de peinture où il avait trempé sa mèche de clown féroce qui se prolonge jusqu'à la racine de son nez nazi. Avec son gros pinceau de barbouilleur, Hitler couvre de sang l'humain et le divin »,.
Le 30 septembre 1937, D'Annunzio rencontre à Vérone Mussolini qui revient d'Allemagne pour lui déconseiller de s'allier avec Hitler : « Une telle alliance ne peut que conduire l'Italie à la ruine. Notre meilleure alliée, malgré ses erreurs du passé, reste la France. » Mais Mussolini ne l'écoute pas et considère que l'Italie doit avoir l'Allemagne voisine, deux fois plus peuplée que l'Italie, comme alliée et non comme ennemie, à défaut d'avoir les Français et les Britanniques de son côté. Ce sera leur dernière rencontre.
Mussolini lui accorde cependant des funérailles nationales après son décès, survenu le 1er mars 1938, officiellement à la suite d'une hémorragie cérébrale, dans sa demeure de Gardone Riviera. Certains considèrent qu'il aurait été empoisonné par son infirmière autrichienne, Emy Heufler (elle travaillera ensuite à Berlin, au service de Ribbentrop, ministre des Affaires étrangères) : l'antinazisme affiché de D'Annunzio aurait été un obstacle à l'alliance italo-allemande ; peu après sa mort, la jeune femme qui était son infirmière .
Dans l'étonnant complexe muséal du Vittoriale, conçu par D'Annunzio et mis en architecture par Giancarlo Maroni (qu'un écrivain américain a qualifié de « Lunapark fasciste »), on trouve des souvenirs guerriers (canons, avion du raid sur Vienne, vedette MAS 96, proue du croiseur Puglia, démontée à grands frais et réinstallée à flanc de montagne, l'étrave pointant vers la côte adriatique, etc.), un mausolée de style néo-médiéval où D'Annunzio et ses compagnons de Fiume sont inhumés dans des sarcophages pseudo-médiévaux perchés sur de hauts piliers de pierre, une villa-musée décorée dans le style art nouveau ainsi qu'un amphithéâtre en plein air au milieu d'un parc ornemental dominant du lac de Garde[pas clair].
Son fils, Gabriellino D'Annunzio (1886-1945), devint acteur de cinéma, puis scénariste et réalisateur.
Romaine Brooks a peint le portrait du poète en exil, en 1912 et Albert Besnard a réalisé son portrait en 1917, durant son séjour à Rome comme directeur de la Villa Médicis (1913-1921).

## Vie privée

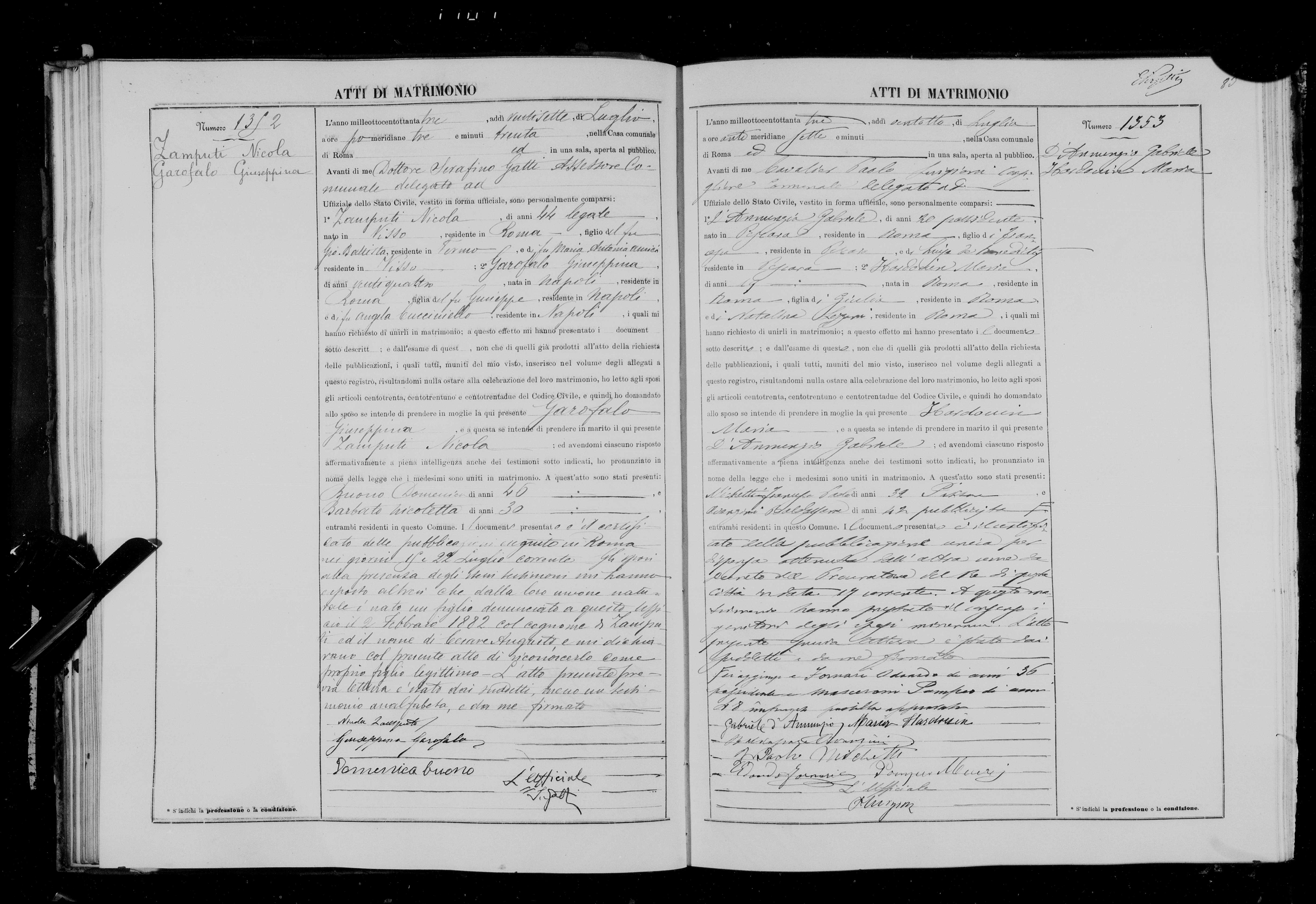
Acte de mariage de Gabriele D'Annunzio et Maria Hardouin, célébré à Rome le 28 juillet 1883

Gabriele D'Annunzio était marié avec Maria Hardouin, qui lui donna trois fils : Mario, Gabriellino et Ugo Venerio. Le poète s'installa dans une maison modeste, mais s'adonna à des luxes coûteux et se lança dans de nouvelles relations amoureuses, commençant à s'endetter. Le couple se sépare en 1890 mais restera toujours marié légalement et ils entretenaient toujours une relation amicale. D'Annunzio eu également une fille, Renata, qu'il a eu avec la Comtesse Maria Gravina Cruyllas.

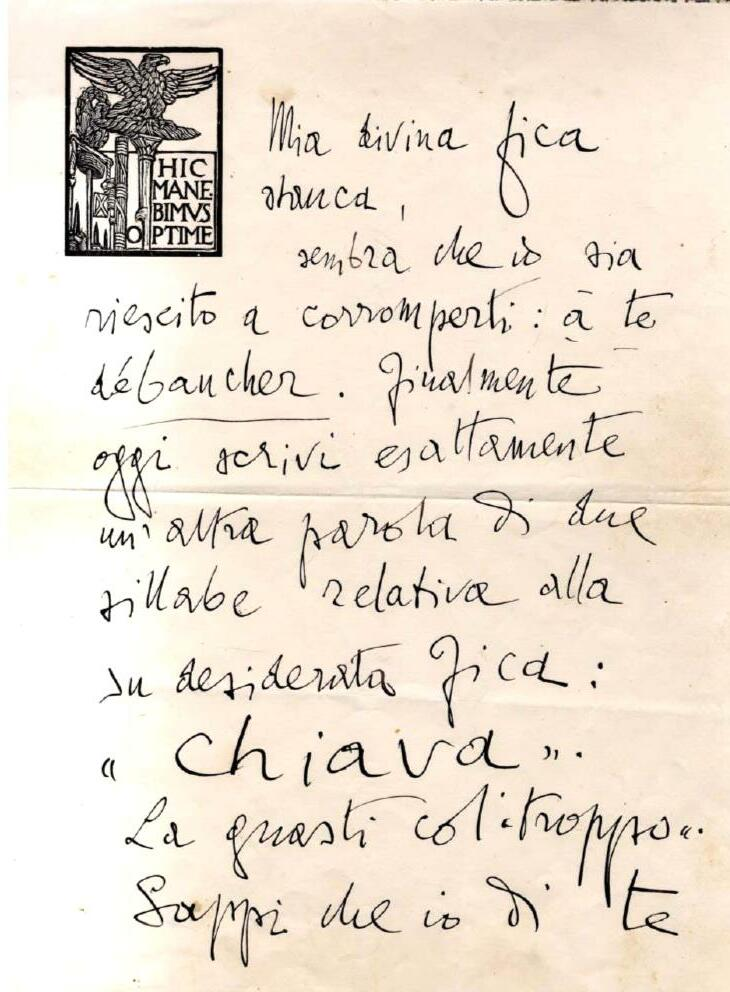
Correspondance érotique avec Evelina Morasso.

D'Annunzio avait un mode de vie libertin et avait plusieurs maîtresses au cours de sa vie,,. Il avait eu des relations avec Eleonora Duse et Sarah Bernhardt, mais aussi avec Nathalie de Goloubeff, Romaine Brooks et la comtesse Giuseppina Mancini. Paradoxalement, D'Annunzio n'était pas considéré comme physiquement attirant, mais cela était compensé par son côté charismatique. Au cours de sa vie, il aurait eu cent cinquante amantes confirmées. Les lettres que D'Annunzio envoyait à ses maîtresses étaient érotiques si ce n'est obscènes.
Durant la Première Guerre mondiale, à laquelle il participa, D'Annunzio portait toujours sur lui deux émeraudes, cadeau de Duse, serties dans une bague à l'index de sa main gauche, convaincu qu'elles le protégeraient de mourir à la guerre.
Le poète-soldat était également un parfait athée, mais n'était pas hostile aux religions qui l'inspiraient.
En 1924, il fut anobli et reçut le titre de Principe di Montenevoso (Prince de Montenevoso). L'Université de Chieti porte son nom.

## Ouvrages

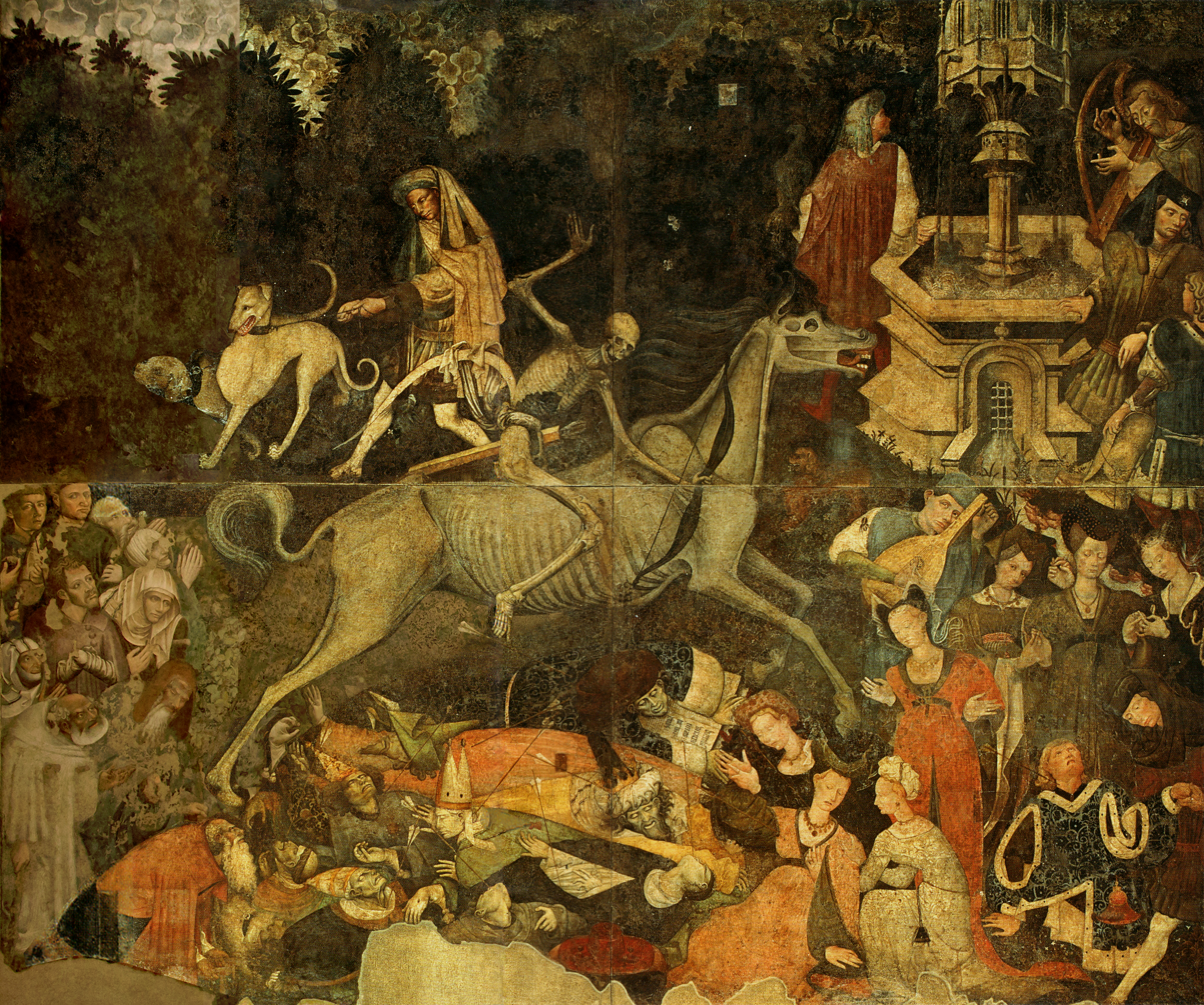
Le Triomphe de la mort, palais Abatellis, Palerme.

### Romans
- L'Enfant de volupté (1889)
- L’innocente (L'Innocent (roman, 1892), 1892 — première traduction française de Georges Hérelle, sous le titre L'Intrus, publiée sous forme de roman-feuilleton dans Le Temps du 23 septembre 1892 au 6 novembre 1892 puis aux éditions Calmann-Lévy en 1893)
- Trionfo della morte (Triomphe de la mort, 1894)
- Le vergini delle rocce (Les Vierges aux rochers, 1899)
- Il fuoco (Le Feu, 1900)
- Forse che sì, forse che no (1910) (BNF 31992798)
- Notturno (Nocturne, 1916)

### Théâtre
- La città morta (La Ville morte, 1898)
- La Gioconda (La Joconde, 1899)
- Francesca de Rimini (1901)
- L'Éthiopie en flammes (1904)
- La figlia di Iorio (La Fille de Jorio, 1904)
- Fedra (Phèdre, 1909)
- Le Martyre de Saint-Sébastien (écrit en français, 1911)
- La Pisanelle (écrit en français, 1913)

### Poésie
- Canto novo (1882)
- Intermezzo di rime (1883)
- Isaotta Guttadàuro ed altre poesie (1886)
- L'Isotteo-La Chimera (1889)
- Elegie romane (1892)
- Poema paradisiaco (1893)
- Sonnets cisalpins (1896)
- Maia (Laudi del cielo, del mare, della terra e degli eroi I) 1903 [rédaction dès 1896]
- Elettra (Laudi venuti dal cielo, dal mare, dalla terra e dagli eroi II) 1903
- Alcyone (Laudi del cielo, del mare, della terra e degli eroi III) 1903
- Merope (Laudi del cielo, del mare, della terra e degli eroi IV; premier titre : Canzoni delle gesta d’oltremare) 1912
- Canti della guerra latina - Asterope (Laudi del cielo, del mare, della terra e degli eroi V) 1918.

### Nouvelles et autres proses
- Terra vergine, (1882)
- La beffa di Buccari (en français : La Beffa di Buccari. Un pied de nez aux Autrichiens, trad. M. Orcel, La Bibliothèque)
- La Leda senza cigno (en français : La Léda sans cygne, trad. A. Doderet, L'Arbre vengeur)
- Notturno (en français Nocturne, École des Loisirs, le Seuil)
- Dant de Flourence, Deux préfaces à la Comédie de Dante, éd. de P. Bitner, ARCADES AMBO, Nice, 2021
- Les étincelles de l'enclume, préface de Gérard de Cortanze, introduction, choix, notes et traduction de Muriel Gallot, Cahiers de l'Hôtel de Galliffet, Troisième série, 2021

### Œuvres politiques
- L’Armata d’Italia (1888)
- Per la più grande Italia (1915)
- Orazione per la sagra dei Mille (1915)
- La riscossa (1917)
- Lettera ai dalmati (1919)
- Italia o Morte (1919)
- Carta del Carnaro. Disegno di un nuovo ordinamento dello Stato libero di Fiume (1920)
- Teneo te, Africa (1936)
- Le dit du sourd et du muet qui fut miraculé en l’an de grâce 1266, de Gabriele d’Annunzio qu’on nommoit Guerra de Dampnes (écrit en français, 1936)

### Opéra
Livret pour la Parisina de Mascagni d’après le poème homonyme de Lord Byron (1913)

### Cinéma
Scénario et intertitres de Cabiria, film de Giovanni Pastrone (1914)

## Œuvres dérivées

### Adaptations cinématographiques
- 1908 : Francesca da Rimini de James Stuart Blackton
- 1910 : Francesca da Rimini de James Stuart Blackton (remake du film de 1908)
- 1911 : La Fille de Jorio (it) (La figlia di Iorio) d'Arrigo Frusta
- 1911 : Songe d'un crépuscule d'automne (Il sogno di un tramonto d'autunno) de Luigi Maggi
- 1911 : Francesca da Rimini de Ugo Falena
- 1912 : La Nef (it) (La nave) de Edoardo Bencivenga (it)
- 1912 : La Joconde (it) (La Gioconda) de Luigi Maggi
- 1917 : La crociata degli innocenti d'Alessandro Blasetti, Gino Rossetti et Alberto Traversa
- 1918 : Il piacere d'Amleto Palermi
- 1947 : Le Crime de Giovanni Episcopo (Il delitto di Giovanni Episcopo) d'Alberto Lattuada
- 1976 : L'Innocent (L'innocente) de Luchino Visconti
- 1978 : Voyage au jardin des morts de Philippe Garrel
- 1985 : D'Annunzio de Sergio Nasca
- 2021 : Le Poète et le Dictateur (Il cattivo poeta) de Gianluca Jodice

## Hommages
L'actuelle rue de la Manutention, à Paris, s'est appelée rue Gabriele-d'Annunzio de 1938 à 1949. Il existe une allée Gabriele-d'Annunzio à Arcachon, en Gironde, une avenue Gabriele-D'Annunzio à Pessac dans le même département, une avenue Gabriele-d'Annunzio à Biscarrosse-Plage dans les Landes et une rue Gabriele-D'Annunzio à Meudon, dans les Hauts-de-Seine.
Dans son roman La Ville d'hiver (2005), Dominique Bona évoque le séjour de Gabriele D'Annunzio à Arcachon.
Dominique Lormier rend hommage à l'écrivain dans son roman Gabriele d'Annunzio ou le roman de la Belle Époque en 2014.
Romain Gary l’évoque dans son roman La Promesse de l'aube, dans lequel il met en scène sa mère, qui le destinant à la gloire, proclamait alors : « Tu seras un héros, tu seras général, Gabriele D’Annunzio, Ambassadeur de France ».